# Good Boys (film)
Good Boys er en amerikansk komediefilm fra 2019 instrueret af Gene Stupnitsky i sin instruktørdebut og skrevet af Stupnitsky og Lee Eisenberg.   Hovedrollerne spilles af Jacob Tremblay, Keith Williams og Brady Noon som tre sjette-klasse-elever, der finder sig selv involveret i en række sære oplevelser, da de prøver at deltage i en fest, der afholdes af deres populære klassekammerater. Seth Rogen og Evan Goldberg var producenter på filmen gennem deres Point Grey Pictures- banner.
Filmen havde sin verdenspremiere i South by Southwest den 11. marts 2019 og blev udgivet i biograferne i USA den 16. august 2019 af Universal Pictures. Filmen fik generelt positive anmeldelser fra filmanmeldere og indtjente $ 99 millioner over hele verden på et $20 millioners budget.

## Rolleliste
- Jacob Tremblay as Max
- Keith L. Williams as Lucas
- Brady Noon as Thor
- Molly Gordon as Hannah
- Midori Francis as Lilly
- Izaac Wang as Soren
- Millie Davis as Brixlee
- Josh Caras as Benji
- Will Forte as Max's dad[4]
- Mariessa Portelance as Max's mom
- Lil Rel Howery as Lucas' dad
- Retta as Lucas' mom[5]
- Michaela Watkins as Saleswoman
- Christian Darrel Scott as Marcus
- Macie Juiles as Taylor
- Chance Hurtsfield as Atticus
- Enid-Raye Adams as Thor's mom
- Sam Richardson as Officer Sacks
- Benita Ha as Soren's mother
- Alexander Calvert as Daniel
- Lina Renna as Annabelle
- Zoriah Wong as Scout
- Lee Eisenberg as Leigh Eisenberg
- Stephen Merchant as Claude

## Produktion
Filmen blev optaget i Vancouver. 